# Karl Albrecht
Karl Hans Albrecht (Essen, 20 febbraio 1920 – Essen, 16 luglio 2014) è stato un imprenditore tedesco.
Secondo Forbes nel 2014 era l'uomo più ricco di Germania e il 23° uomo più ricco del mondo con un patrimonio di 26 miliardi di dollari. La sua fonte di ricchezza è l'azienda ALDI, attiva nel settore della GDO.

## Biografia
Karl e il fratello Theo provengono da una famiglia di modeste condizioni economiche, il loro padre era un minatore e la loro madre gestiva un piccolo negozio nella loro cittadina. Karl prese parte alla seconda guerra mondiale con l'esercito tedesco, e conclusa questa rilevò insieme al fratello l'attività della madre, dando origine al primo negozio Aldi (Albrecht-Discount). In seguito a una discussione sulla possibilità di vendere sigarette, la catena di supermercati venne divisa in Aldi Nord e Aldi Süd, Karl prese possesso della catena del Sud.
Albrecht ha sempre tenuto molto alla sua vita privata, ha vissuto in Svizzera e di lui si sa che è stato sposato e che ha avuto due figli, era un grande appassionato di golf e possedeva un importante campo da gioco fatto costruire nel 1976, nel 1994 abbandonò tutte le cariche ricoperte nel gruppo di famiglia, ma poi riprese il suo ruolo nel 2002.
Morì nel 2014 all'età di 94 anni.